# 江戸噺家
江戸噺家（えどはなしか）とは、東京の江戸落語を話す落語家のこと。 

## 概要
江戸噺家の亭号・屋号は、三遊亭、橘家、古今亭、金原亭、林家、柳家、春風亭、三笑亭、立川、桂、川柳、八光亭等。
現在では落語協会、落語芸術協会等を設立している。
ちなみに東京の噺家には三段階の昇進制度があり、前座、二つ目、真打と上がっていく。その内の真打に昇進している噺家は半数以上を占めている。
- 古今亭志ん生
- 古今亭志ん朝
- 桂文楽
- 桂文治 - 落語芸術協会前会長
- 桂歌丸 - 落語芸術協会会長（2004年1月22日 - ）
- 三遊亭圓歌 - 落語協会元会長
- 鈴々舎馬風 - 落語協会前会長（2006年6月-）
- 柳家小三治 - 落語協会会長（2010年6月-）
- 三遊亭圓楽 - 前円楽一門会総帥（-2007年）
- 三遊亭鳳楽- 現円楽一門会会長（2007年-）
- 立川談志 - 落語立川流家元